# ワプタ氷原
ワプタ氷原（ワプタひょうげん、Wapta Icefield）は、北アメリカ大陸の北西部に存在する氷原。行政区分ではカナダのアルバータ州とブリティッシュコロンビア州の両方に属し、ちょうど両州の境界部に位置している。この氷原は2つの国立公園の境界部にも位置している。

## 概要

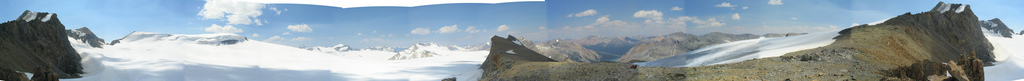
2005年に撮影されたワプタ氷原のパノラマ写真。

ワプタ氷原は、カナディアンロッキーに存在する氷原であると同時に、北アメリカ大陸の大陸分水界にまたがって存在する氷原として知られている。
なお、1980年代には約80km2の範囲を覆っていたワプタ氷原は、以降も縮小を続けており、特に標高の低い場所での縮小は顕著である。例えばクロウフット氷河のように、元々はこの氷原とつながっていた氷河が、氷原の縮小に伴って分離してしまった例も見られる。また、現在でもワプタ氷原とつながっていて、依然ここから流れ出す形になっている氷河群も、細く、短くなってきている。

## ワプタ氷原から流れ出す氷河
ワプタ氷原から流れ出す氷河はいくつか存在するが、そのうち著名な氷河は以下がある。
- ペイト氷河 - アルバータ州側に流れる氷河。
- バルチャー氷河 - アルバータ州側に流れる氷河。
- ヨーホー氷河 - ブリティッシュコロンビア州側に流れる氷河。「ヨーホー」とは「畏敬の念」や「驚嘆の念」を表すクリー語に由来する。ヨーホー氷河の末端部で融解した水はヨーホー川の源流となり、最終的にコロンビア川から太平洋へと注ぎ込んでいる。

かつてワプタ氷原から流れ出していた氷河。
- ボウ氷河 - アルバータ州側に流れる氷河。ワプタ氷原の縮小に伴って、ワプタ氷原からは分離してしまった。末端部で融解した水は、ボウ川の水源となっている。なお、ボウ川の水はいくつかの川や湖を経由して、最終的にハドソン湾へと注ぐ。